# 7. Division (Deutsches Kaiserreich)
Die 7. Division, für die Dauer des mobilen Verhältnisses als 7. Infanterie-Division bezeichnet, war ein Großverband der Preußischen Armee.

## Geschichte
Der Großverband wurde am 5. November 1816 (Stiftungstag) als 7. Truppen-Brigade in Magdeburg aufgestellt und am 5. September 1818 zur 7. Division formiert.

### Deutscher Krieg
Im Krieg gegen Österreich nahm die Division 1866 an den Schlachten bei Münchengrätz und Königgrätz sowie am 22. Juni 1866 am Gefecht bei Blumenau teil.

### Deutsch-Französischer Krieg
Während des Krieges gegen Frankreich rückte die Division Mitte August 1870 auf Toul vor und wirkte in den Kämpfen bei Beaumont, Sedan sowie Soissons. Vom 19. September 1870 bis zum 11. Februar 1871 nahm der Großverband an der Einschließung und Belagerung von Paris teil.

### Erster Weltkrieg
Im August 1914 überfiel die Division unter dem Kommandeur Generalleutnant Johannes Riedel zusammen mit der 8. Division im Verband des IV. Armee-Korps (Sixt von Armin) über Lüttich vorbeistoßend das neutrale Belgien. Bis zum 18. August wurden die Belgier vom IV. Korps bis zur Gete zurückgedrängt.  Am 23. August traf die 7. Division  an der Linie  Pommeroeul-Thulin (Schlacht bei Mons) auf die linke Flanke des British Expeditionary Force (BEF). Von der 8. Division waren der Mons-Condé-Kanal zu überwinden, östlich davon gelang es einem schwachen Detachement der 7. Division sich etwa 400 Meter hinter dem Kanal an der südwärts führenden Straße nach Thulin einzubrechen. Das IV. Korps das am 24. August den weiteren Angriff bei Mons führen sollte, fand bei Tagesanbruch keinen Gegner mehr vor ihrer Front und die 7. Division erreichte über Thulin verfolgend Angre. Am Morgen des 26. August kam die Division über Solesmes auf Le Cateau heran und nahm die verschanzten Briten unter schweres Artilleriefeuer, Le Cateau fiel nach einem erbitterten Straßenkampf.
Zwischen 28. und 30. August 1914 wurde der zurückweichende Gegner im Gebiet der Somme verfolgt und Anfang September griff die 7. Division in der Schlacht an der Marne ein. Zwischen  5. und 7. September wurde die 7. Division zum Ourcq umgruppiert, an diesem Abschnitt war das deutsche IV. Reserve-Korps von den Franzosen nach Étrépilly zurückgedrängt worden. Nach dem allgemeinen Rückzugsbefehl für die 1. Armee am 9. September wurde auch die 7. Division zur Aisne zurückgezogen und bezog westlich Soissons zwischen Vic und Fontenoy Stellung. Hier hielt das IV. Korps vom 12. bis 28. September den alliierten Angriffen stand und wurde Anfang Oktober zur 6. Armee nach Arras verlegt. Zwischen 13. Oktober bis Anfang November 1914 verteidigte die 7. Division östlich der Stadt die Frontlinie Blangy und Tilloy. Zwischen 14. und 24. Dezember 1914 griff die Division als Reserve in der Schlacht in Flandern ein und leistete danach bis Ende Juni 1915 wieder Stellungskämpfe im Artois.
Vom 9. Mai bis 23. Juli 1915 beteiligte sich die Division im Raum Arras an der Abwehr der ersten französisch-britischen Offensive in der Lorettoschlacht. Vom 25. September bis 13. Oktober 1915 kämpfte die 7. Division auch in der zweiten Schlacht bei La Bassée (Schlacht bei Loos).
Es folgten wiederum Stellungskämpfe im Artois und auch Flandern, ab Mitte Juni 1916 verlegte die Division zu Aufklärungszwecken der 6. Armee an die Somme.  Die Division beteiligte sich von Mitte Juli bis Anfang Oktober als Reserve an der Schlacht an der Somme und wurde mehrmals abwechselnd zwischen Flandern und dem Artois verschoben. Ab 9. Oktober 1916 lag die Division wieder im Artois, im November 1916 übernahm Generalleutnant Hans von der Esch die Führung der 7. Division.
Zwischen dem 2. April und 20. Mai 1917 kämpfte die 7. Division im Abschnitt der 6. Armee in der Frühjahrsschlacht bei Arras. Am 7. Juni 1917 begann mit der Minensprengung von Messines die große Schlacht in Flandern. Die im Raum Wytschaete stehende 7. Division fungierte zwischen 15. Juni und 27. Juli als Reserve der Obersten Heeresleitung und wurde zwischendurch auch für Stellungskämpfe im Oberelsaß herangezogen. Anfang August 1917 wurde die 7. Division erneut nach Flandern geworfen und kämpfte zwischen 15. und 27. August bei der 6. Armee im Raum Lens.
Ab dem 4. Dezember 1917 bis Anfang Mai 1918 führte die Division wieder Stellungskämpfe in Flandern, dabei beteiligte sie sich ab dem 10. April 1918 am Angriff auf den Kemmel. Nach Einsätzen an der Avre und an der Matz beteiligte sich die Division ab Mitte Juli 1918 im Abschnitt der 7. Armee (Boehn) an den Entlastungsangriffen in der Champagne. Die 7. Division verblieb dann bis Anfang Oktober im Abschnitt der 1. Armee an der Aisne in Stellung. Am 4. November 1918 übernahm der neue Divisionskommandeur Generalleutnant Carl Nehbel die Führung des Rückzuges der 7. Division auf die Antwerpen-Maas-Stellung.

## Gliederung
Die Division war vor dem Ersten Weltkrieg Teil des IV. Armee-Korps.

### Friedensgliederung 1914

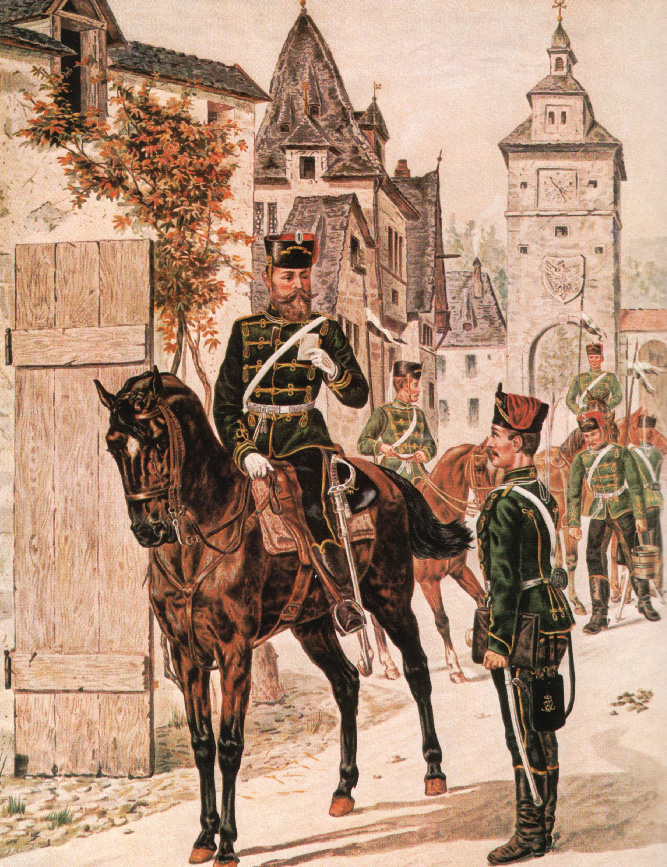
Wachtmeister (zu Pferd) und Husar vom Magdeburgischen Husaren-Regiment Nr. 10

- 13. Infanterie-Brigade in Magdeburg
  - Infanterie-Regiment „Fürst Leopold von Anhalt-Dessau“ (1. Magdeburgisches) Nr. 26 in Magdeburg
  - 3. Magdeburgisches Infanterie-Regiment Nr. 66 in Magdeburg
- 14. Infanterie-Brigade in Halberstadt
  - Infanterie-Regiment „Prinz Louis Ferdinand von Preußen“ (2. Magdeburgisches) Nr. 27 in Halberstadt
  - 5. Hannoversches Infanterie-Regiment Nr. 165 in Quedlinburg und Blankenburg (II. Bataillon)
- 7. Kavallerie-Brigade in Magdeburg
  - Magdeburgisches Husaren-Regiment Nr. 10 in Stendal
  - Ulanen-Regiment „Hennigs von Treffenfeld“ (Altmärkisches) Nr. 16 in Salzwedel und Gardelegen (2. und 5. Eskadron)
- 7. Feldartillerie-Brigade in Magdeburg
  - Feldartillerie-Regiment „Prinzregent Luitpold von Bayern“ (Magdeburgisches) Nr. 4 in Magdeburg
  - Altmärkisches Feldartillerie-Regiment Nr. 40 in Burg

### Kriegsgliederung vom 2. August 1914
- 13. Infanterie-Brigade
  - Infanterie-Regiment „Fürst Leopold von Anhalt-Dessau“ (1. Magdeburgisches) Nr. 26
  - 3. Magdeburgisches Infanterie-Regiment Nr. 66
- 14. Infanterie-Brigade
  - Infanterie-Regiment „Prinz Louis Ferdinand von Preußen“ (2. Magdeburgisches) Nr. 27
  - 5. Hannoversches Infanterie-Regiment Nr. 165
- ½ Magdeburgisches Husaren-Regiment Nr. 10
- 7. Feldartillerie-Brigade
  - Feldartillerie-Regiment „Prinzregent Luitpold von Bayern“ (Magdeburgisches) Nr. 4
  - Altmärkisches Feldartillerie-Regiment Nr. 40
- 1. Kompanie/Magdeburgisches Pionier-Bataillon Nr. 4

### Kriegsgliederung vom 1. April 1918
- 14. Infanterie-Brigade
  - Infanterie-Regiment „Fürst Leopold von Anhalt-Dessau“ (1. Magdeburgisches) Nr. 26
  - 5. Hannoversches Infanterie-Regiment Nr. 165
  - Infanterie-Regiment Nr. 393
  - Musketier-Bataillon I.
  - 2. Eskadron/Magdeburgisches Husaren-Regiment Nr. 10
- Artillerie-Kommandeur Nr. 7
  - Altmärkisches Feldartillerie-Regiment Nr. 40
  - 1. Bataillon/Reserve-Fußartillerie-Regiment Nr. 20
- Stab Magdeburgisches Pionier-Bataillon Nr. 4
  - 1. und 3. Kompanie/Magdeburgisches Pionier-Bataillon Nr. 4
  - Minenwerfer-Kompanie Nr. 7
- Divisions-Nachrichten-Kommandeur Nr. 7

## Kommandeure
| Dienstgrad                   | Name                                  | Datum                                                              |
| ---------------------------- | ------------------------------------- | ------------------------------------------------------------------ |
| Generalmajor                 | Karl von Lobenthal                    | 13. März 1816 bis 14. März 1820                                    |
| Generalmajor                 | Gustav von Hacke                      | 20. März 1820 bis zum 3. September 1830                            |
| Generalmajor                 | Adolf Eduard von Thile                | 04. September 1830 bis 29. März 1838                               |
| Generalleutnant              | August von Württemberg                | 06. April 1854 bis 4. August 1856                                  |
| Generalleutnant              | Eberhard Herwarth von Bittenfeld      | 05. August 1856 bis 11. Juni 1860                                  |
| Generalmajor                 | Albrecht von Sydow                    | 12. Juni 1860 bis 12. März 1861 (mit der Führung beauftragt)       |
| Generalmajor                 | Wilhelm von Schmidt                   | 13. März 1861 bis 23. Juli 1861 (mit der Führung beauftragt)       |
| Generalmajor/Generalleutnant | Wilhelm von Schmidt                   | 24. Juli 1861 bis 14. April 1862                                   |
| Generalleutnant              | Bogislaw von Ciesielski               | 15. April bis 10. November 1862                                    |
| Generalmajor/Generalleutnant | Konstantin Bernhard von Voigts-Rhetz  | 24. Januar 1863 bis 16. Oktober 1864                               |
| Generalmajor/Generalleutnant | Eduard von Fransecky                  | 21. November 1864 bis 10. Juli 1870                                |
| Generalmajor/Generalleutnant | Julius von Groß, gen. von Schwarzhoff | 11. Juli 1870 bis 22. September 1873                               |
| Generalleutnant              | Richard von Mirus                     | 27. März bis 14. Oktober 1874                                      |
| Generalmajor/Generalleutnant | Louis von Rothmaler                   | 15. Oktober 1874 bis 25. Januar 1875 (mit der Führung beauftragt)  |
| Generalleutnant              | Louis von Rothmaler                   | 26. Januar 1875 bis 24. Mai 1875                                   |
| Generalmajor                 | Karl von Schmidt                      | 25. Mai bis 25. August 1875                                        |
| Generalmajor/Generalleutnant | Gustav von Stiehle                    | 28. Oktober 1875 bis 17. August 1881                               |
| Generalmajor                 | Ludwig von Salmuth                    | 18. Oktober 1881 bis 22. März 1882 (mit der Führung beauftragt)    |
| Generalleutnant              | Ludwig von Salmuth                    | 22. März 1882 bis 2. Juli 1887                                     |
|                              | Gustav von Arnim                      | 9. Juli 1887 bis 15. März 1890                                     |
| Generalmajor                 | Eduard von Jena                       | 16. Mai bis 18. September 1891 (mit der Führung beauftragt)        |
| Generalleutnant              | Eduard von Jena                       | 19. September 1891 bis 18. Dezember 1893                           |
| Generalleutnant              | Johannes von Dettinger                | 22. Dezember 1893 bis 21. März 1895                                |
| Generalleutnant              | Werner Otto                           | 19. April 1896 bis 14. Juni 1899                                   |
| Generalleutnant              | Conrad von Hugo                       | 15. Juni 1899 bis 25. März 1902                                    |
| Generalleutnant              | Armand von Ardenne                    | 01. April 1902 bis 14. April 1904                                  |
| Generalleutnant              | Friedrich von Bernhardi               | 24. April 1904 bis 19. Dezember 1907                               |
| Generalmajor                 | Adolf von Oven                        | 19. Dezember 1907 bis 26. Januar 1908 (mit der Führung beauftragt) |
| Generalleutnant              | Adolf von Oven                        | 27. Januar 1908 bis 4. November 1911                               |
| Generalleutnant              | Bogislav von Schwerin                 | 05. November 1911 bis 1. April 1913                                |
| Generalleutnant              | Johannes Riedel                       | 01. April 1913 bis 24. November 1916                               |
| Generalmajor                 | Hans von der Esch                     | 24. November 1916 bis 3. November 1918                             |
| Generalleutnant              | Carl Nehbel                           | 04. November 1918 bis 26. Januar 1919                              |
| Generalmajor                 | Johannes von Malachowski              | 27. Januar bis 21. Februar 1919                                    |
| Generalleutnant              | Karl von Stumpff                      | 22. Februar bis 20. Juni 1919                                      |